# Anusino
Anusino (biał. Анусіна, ros. Анусино) – wieś na Białorusi, w obwodzie mińskim, w rejonie mińskim, w sielsowiecie Pietryszki.
We wsi znajduje się przystanek kolejowy Anusino na linii Mińsk - Mołodeczno - Wilno.